# Errit Lough SAC
Errit Lough SAC este o arie protejată (arie specială de conservare — SAC, sit de importanță comunitară — SCI) din Irlanda întinsă pe o suprafață de 84,59 ha, integral pe uscat.

## Localizare
Centrul sitului Errit Lough SAC este situat la coordonatele 53°48′50″N 8°42′01″W / 53.813839°N 8.700247°V.

## Înființare
Situl Errit Lough SAC a fost declarat sit de importanță comunitară în mai 1998 pentru a proteja un număr necunoscut de specii din flora spontană și fauna sălbatică aflate în arealul zonei. Situl a fost protejat și ca arie specială de conservare în mai 2016.

## Biodiversitate
Situată în ecoregiunea atlantică, aria protejată conține 1 habitat natural: Ape puternic oligomezotrofe cu vegetație bentonică cu Chara spp..
La baza desemnării sitului se află un număr nedeclarat de specii protejate.